# Swanton (wieś w Vermont)
Swanton – wieś (village) w Stanach Zjednoczonych, w stanie Vermont, w hrabstwie Franklin, w gminie (town) Swanton.